# Courteuil
Courteuil est une commune française située dans le département de l'Oise en région Hauts-de-France.

## Géographie

### Localisation
Courteuil est une commune périurbaine située au sud du département de l'Oise, à une distance orthodromique de 41 km au nord-est de Paris, entre Chantilly et Senlis, au nord de la forêt de Chantilly et dans la vallée de la Nonette.
Elle fait partie du Parc naturel régional Oise-Pays de France.
En 1841, Louis Graves indique que Couteuil est alors une « petite commune dont le territoire découvert, plaine, à périmètre pentagonal, borné an sud par la Nonette, s'arrête vers l'est au ruisseau de la fontaine des Prés et au nord-est à la route de Creil à Senlis. »

### Communes limitrophes
Seulement 700 m séparent le hameau de Senlis. Courteuil n'est éloignée que de 400 m de Saint-Léonard, chef-lieu de la commune voisine d'Avilly-Saint-Léonard, avec mairie, école, et église. Hormis ces deux communes voisines déjà citées, Courteuil compte trois autres communes limitrophes : Apremont et Aumont-en-Halatte au nord, toutes les deux à la lisière sud de la forêt d'Halatte, et Vineuil-Saint-Firmin à l'ouest. Cette commune s'interpose entre Courteuil et Chantilly, autre ville moyenne à proximité, éloignée de 6 km seulement par la RD 924 Senlis - Chantilly.
| Apremont             |                      | Aumont-en-Halatte |
| Vineuil-Saint-Firmin | Courteuil            | Senlis            |
|                      | Avilly-Saint-Léonard |                   |

### Hydrographie

#### Réseau hydrographique

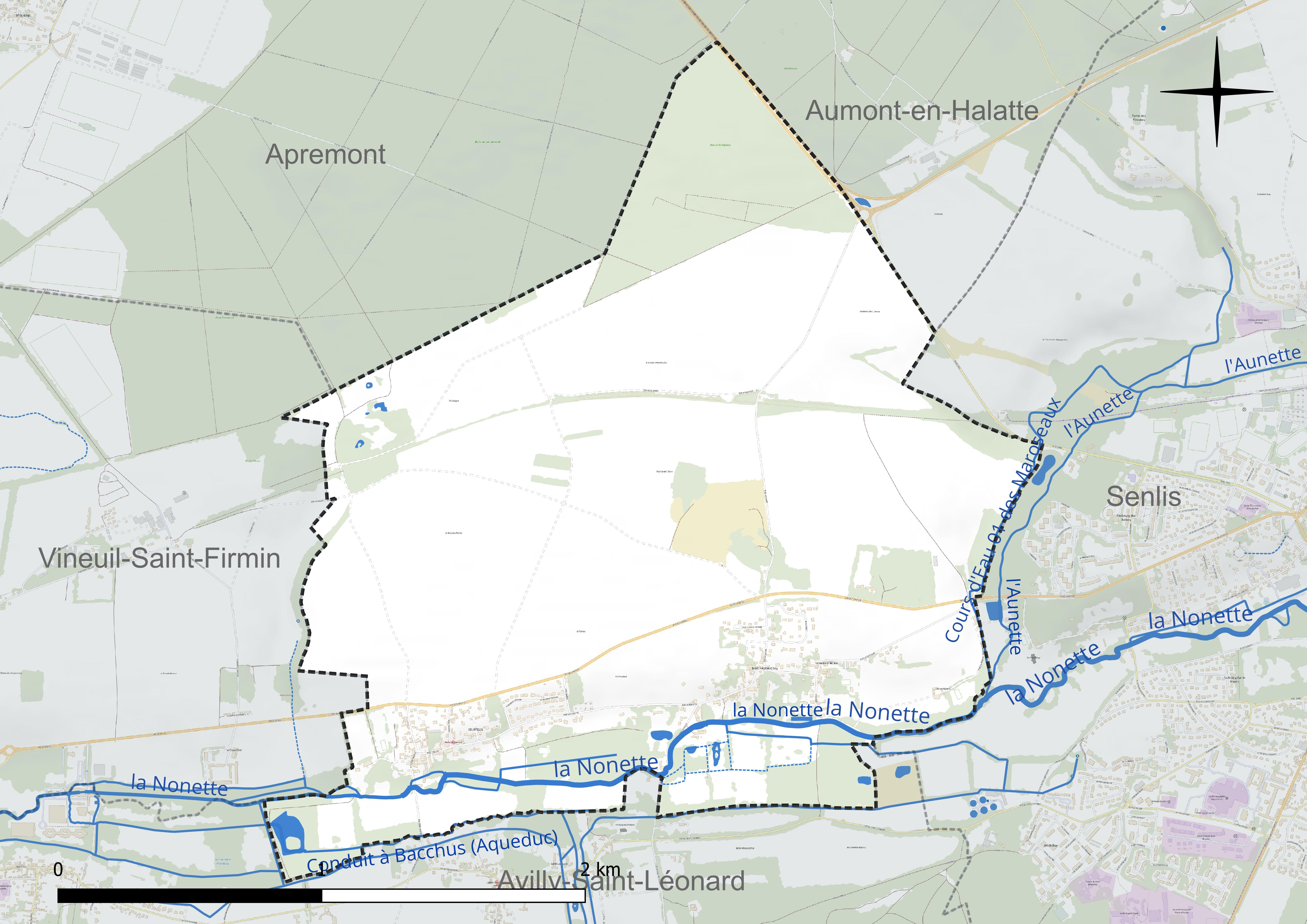
Réseau hydrographique de Courteuil.

La commune est située dans le bassin Seine-Normandie. Elle est drainée par la Nonette et le cours d'eau 01 des Maroseaux,,.
La Nonette, d'une longueur de 40 km, prend sa source dans la commune de Nanteuil-le-Haudouin et se jette  dans l'Oise à Saint-Leu-d'Esserent, après avoir traversé 14 communes. Les caractéristiques hydrologiques de la Nonette sont données par la station hydrologique située sur la commune. Le débit moyen mensuel est de 1,55 m3/s. Le débit moyen journalier maximum est de 5,39 m3/s, atteint lors de la crue du 25 mars 2001. Le débit instantané maximal est quant à lui de 5,49 m3/s, atteint le 24 mars 2001.

La nonnette à Courteuil
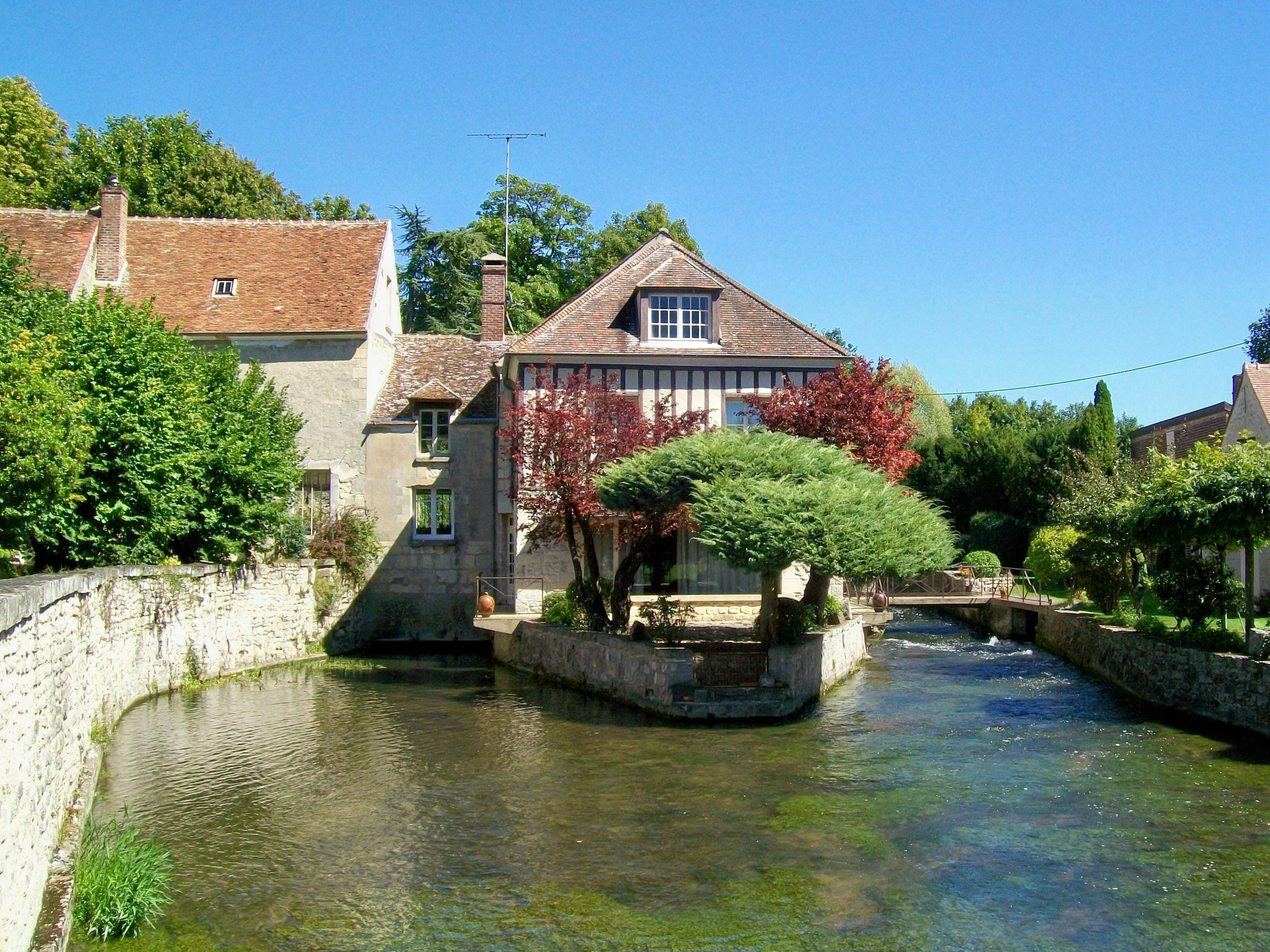
L'ancien moulin, établi sur la Nonette et transformé en minoterie en 1911, avant de cesser son activité en 1937
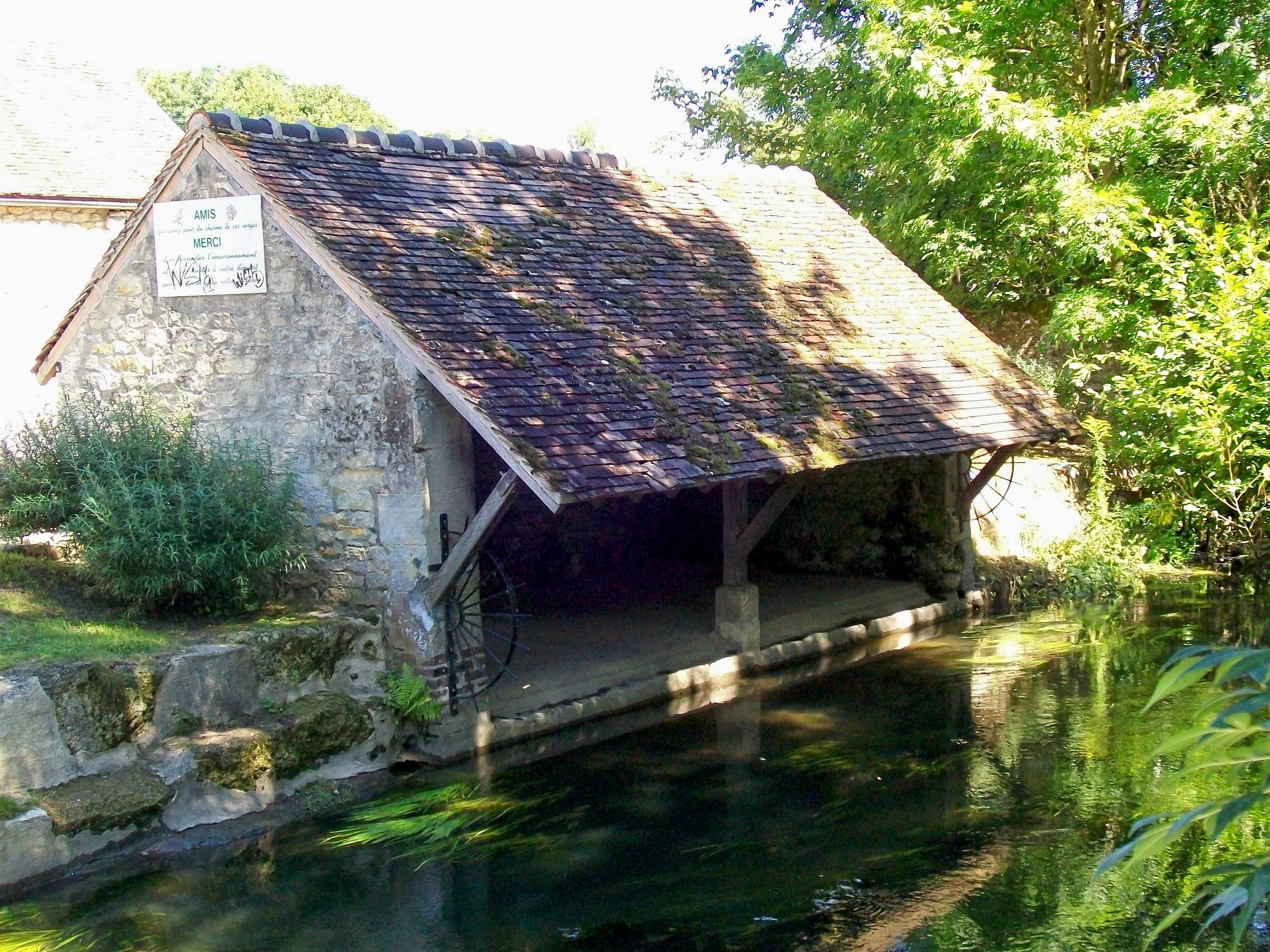
Lavoir de Saint-Nicolas-d'Acy
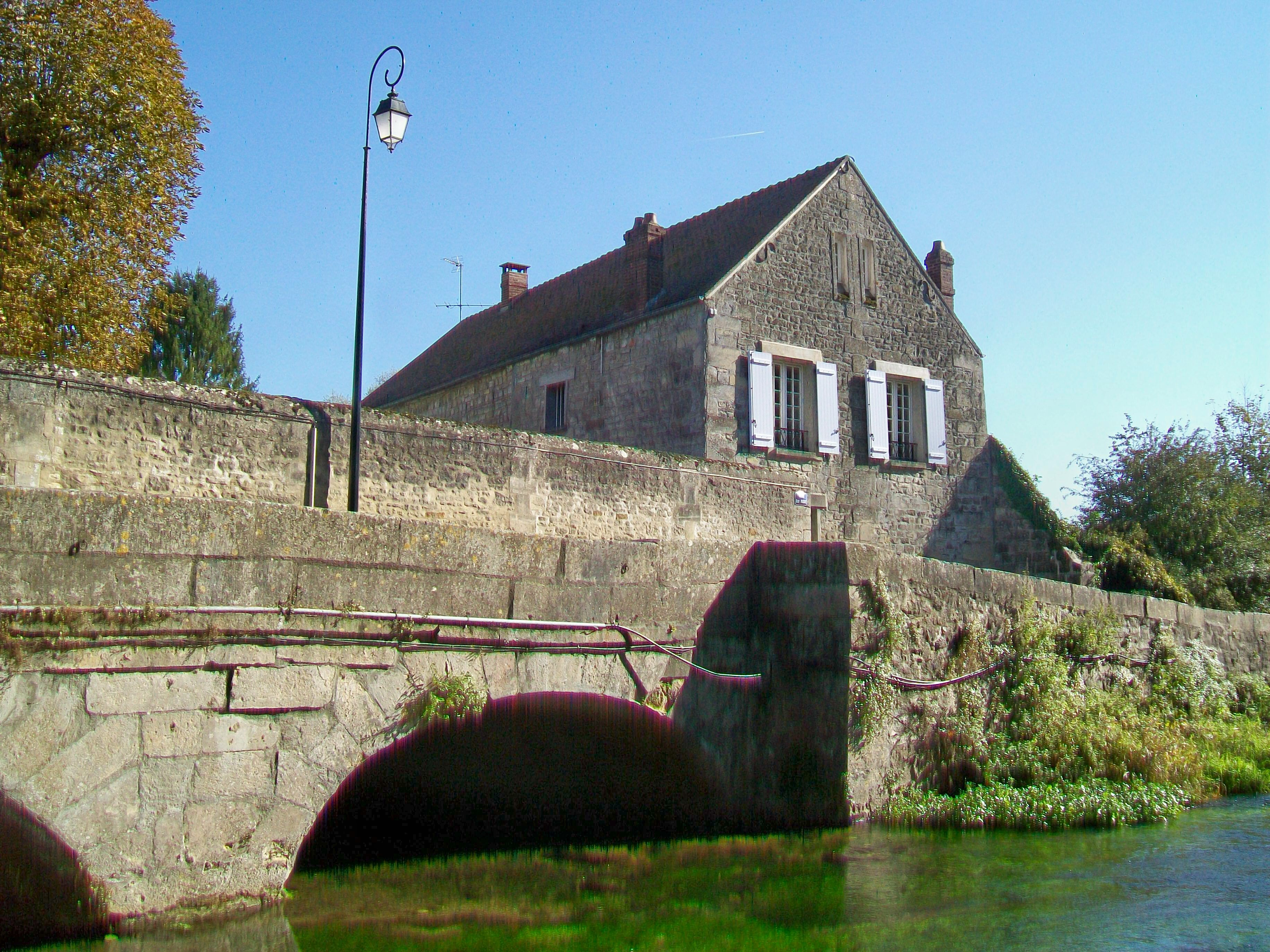
Pont et vieux mouli,

#### Gestion et qualité des eaux
Le territoire communal est couvert par le schéma d'aménagement et de gestion des eaux (SAGE) « Sensée ». Ce document de planification concerne un territoire de 413 km2 de superficie, délimité par le bassin versant de la Nonette et de ses deux principaux affluents, la Launette et l'Aunette. Le périmètre a été arrêté le 3 avril 1998 et le SAGE proprement dit a été approuvé le 28 juin 2006, puis révisé le 15 décembre 2015. La structure porteuse de l'élaboration et de la mise en œuvre est le syndicat Interdépartemental du SAGE de la Nonette.
La qualité des cours d'eau peut être consultée sur un site dédié géré par les agences de l'eau et l'Agence française pour la biodiversité.

### Climat
Pour des articles plus généraux, voir Climat des Hauts-de-France et Climat de l'Oise.
En 2010, le climat de la commune est de type climat océanique dégradé des plaines du Centre et du Nord, selon une étude du CNRS s'appuyant sur une série de données couvrant la période 1971-2000. En 2020, Météo-France publie une typologie des climats de la France métropolitaine dans laquelle la commune est dans une zone de transition entre le climat océanique et le climat océanique altéré et est dans la région climatique Nord-est du bassin Parisien, caractérisée par un ensoleillement médiocre, une pluviométrie moyenne régulièrement répartie au cours de l'année et un hiver froid (3 °C).
Pour la période 1971-2000, la température annuelle moyenne est de 11 °C, avec une amplitude thermique annuelle de 14,9 °C. Le cumul annuel moyen de précipitations est de 664 mm, avec 10,4 jours de précipitations en janvier et 8,1 jours en juillet. Pour la période 1991-2020, la température moyenne annuelle observée sur la station météorologique la plus proche, située sur la commune de Creil à 8 km à vol d'oiseau, est de 11,2 °C et le cumul annuel moyen de précipitations est de 662,2 mm,. Pour l'avenir, les paramètres climatiques de la commune estimés pour 2050 selon différents scénarios d'émission de gaz à effet de serre sont consultables sur un site dédié publié par Météo-France en novembre 2022.

### Milieux naturels et biodiversité
Le territoire communal ne comporte aucune parcelle de la forêt de Chantilly proprement dite, est n'est par ailleurs que peu boisé comparé à toutes les communes limitrophes. Le long de la Nonette, se trouvent plusieurs petits bois privés. Au nord, une petite portion du bois du Lieutenant, massif annexe de la forêt d'Halatte appartenant toutefois au domaine de Chantilly de l'Institut de France, incombe à la commune de Courteuil. Il s'agit des parcelles 7, 8, 15 et 20 portant le surnom de « bois de la Vidamée ». S'y trouve le point culminant de la commune, à 83,2 m au-dessus du niveau de la mer. Le point le plus bas est situé dans la vallée de la Nonette avec ses prés humides et anciennes cressonnières.
Le patrimoine naturel et paysager de Courteuil est protégé par deux ZNIEFF. La première, de type 1, est le « massif forestier d'Halatte » n° national 220005064. Elle couvre sur Courteuil le bois de la Vidamée. Du fait que la continuité entre les massifs d'Halatte et de Chantilly, important pour l'échange de grands animaux, soit interrompue par l'espace clôturé du parc du château de Chantilly, une seconde ZNIEFF, de type 2, a été instaurée. Appelée « Sites d'échanges interforestiers Halatte / Chantilly », n° national 220014330, elle porte sur les zones non boisées entre Apremont et la lisière de la forêt de Chantilly. La partie nord de la commune de Courteuil, au nord de la RD 924, entre dans le site naturel classé « Domaine de Chantilly », créé par arrêté du 28 décembre 1960 sur la base de la loi du 2 mai 1930 relative à la protection des monuments naturels et des sites de caractère artistique, historique, scientifique, légendaire ou pittoresque. L'ensemble de la commune est en outre concerné par le site naturel inscrit de la vallée de la Nonette, créé ultérieurement par arrêté du 6 février 1970. Ce site inscrit a préfiguré le parc naturel régional Oise-Pays de France pour sa partie située dans l'Oise, créé par décret du 13 janvier 2004 et incorporant l'ensemble de la commune de Courteuil.

## Urbanisme

### Typologie
Au 1er janvier 2024, Courteuil est catégorisée commune rurale à habitat dispersé, selon la nouvelle grille communale de densité à sept niveaux définie par l'Insee en 2022.
Elle est située hors unité urbaine. Par ailleurs la commune fait partie de l'aire d'attraction de Paris, dont elle est une commune de la couronne,.

### Occupation des sols
L'occupation des sols de la commune, telle qu'elle ressort de la base de données européenne d'occupation biophysique des sols Corine Land Cover (CLC), est marquée par l'importance des territoires agricoles (80,5 % en 2018), une proportion sensiblement équivalente à celle de 1990 (81,2 %). La répartition détaillée en 2018 est la suivante : 
terres arables (68,5 %), prairies (12 %), forêts (9,8 %), zones urbanisées (9,7 %). L'évolution de l'occupation des sols de la commune et de ses infrastructures peut être observée sur les différentes représentations cartographiques du territoire : la carte de Cassini (XVIIIe siècle), la carte d'état-major (1820-1866) et les cartes ou photos aériennes de l'IGN pour la période actuelle (1950 à aujourd'hui).

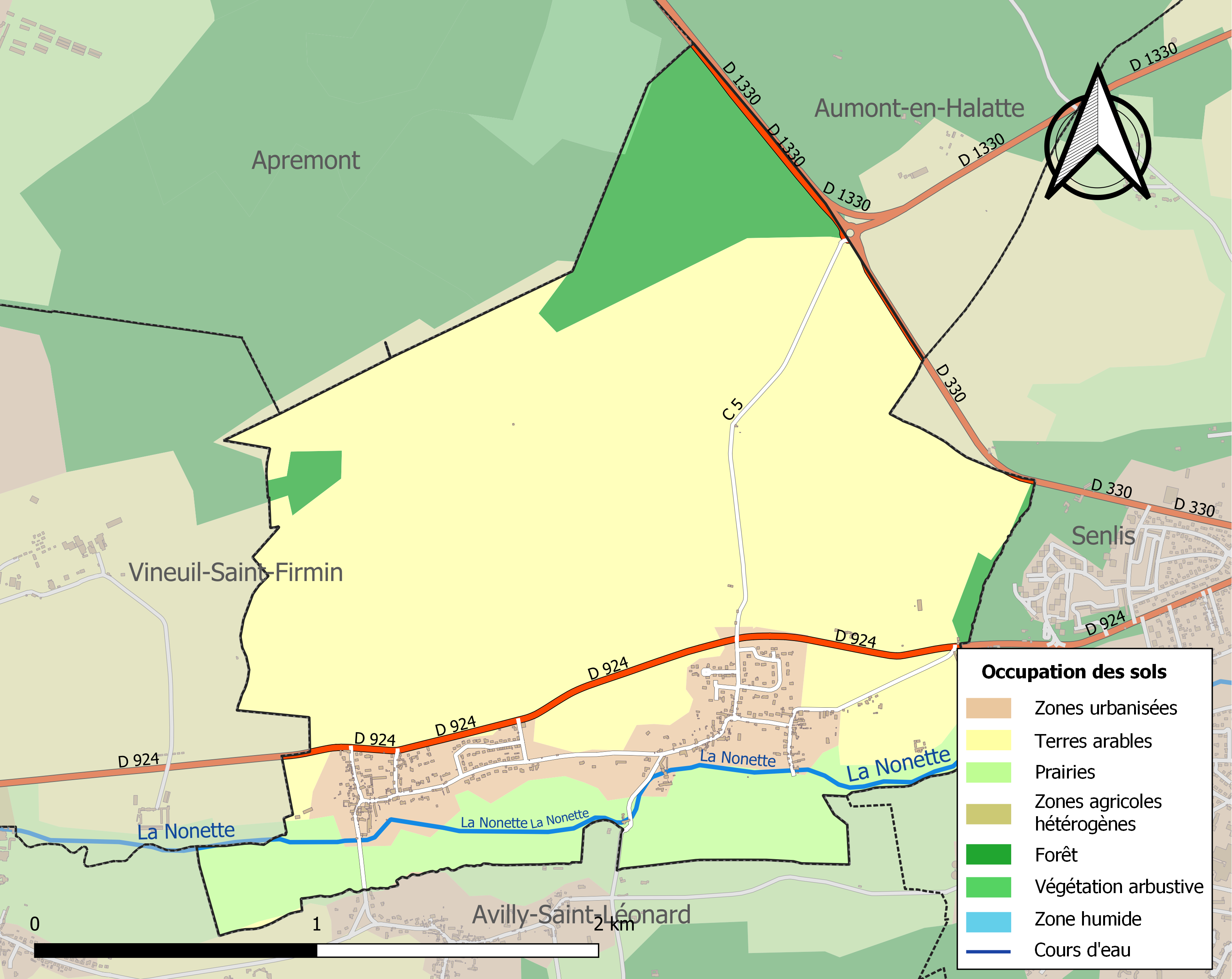
Carte des infrastructures et de l'occupation des sols de la commune en 2018 (CLC).

### Lieux-dits, hameaux et écarts
La commune se compose de deux villages nettement distincts, 1,3 km séparant un centre de l'autre : l'ancien village  de Courteuil, aujourd'hui dépourvu de commerces, et le hameau de Saint-Nicolas-d'Acy, anciennement Saint-Nicolas-lès-Senlis.

### Habitat et logement
En 2018, le nombre total de logements dans la commune était de 298, alors qu'il était de 291 en 2013 et de 284 en 2008.
Parmi ces logements, 86 % étaient des résidences principales, 8,6 % des résidences secondaires et 5,4 % des logements vacants. Ces logements étaient pour 91,4 % d'entre eux des maisons individuelles et pour 8,3 % des appartements.
Le tableau ci-dessous présente la typologie des logements à Courteuil en 2018 en comparaison avec celle de l'Oise et de la France entière. Une caractéristique marquante du parc de logements est ainsi une proportion de résidences secondaires et logements occasionnels (8,6 %) supérieure à celle du département (2,5 %) et à celle de la France entière (9,7 %). Concernant le statut d'occupation de ces logements, 80,7 % des habitants de la commune sont propriétaires de leur logement (75,8 % en 2013), contre 61,4 % pour l'Oise et 57,5 pour la France entière.
| Typologie                                               | Courteuil | Oise | France entière |
| ------------------------------------------------------- | --------- | ---- | -------------- |
| Résidences principales (en %)                           | 86        | 90,4 | 82,1           |
| Résidences secondaires et logements occasionnels (en %) | 8,6       | 2,5  | 9,7            |
| Logements vacants (en %)                                | 5,4       | 7,1  | 8,2            |

### Voies de communication et transports

#### Voies de communication
La RD 924, orientée dans un sens est-ouest, représente l'unique axe routier notable de la commune. Via Avilly et la courte RD 138, elle donne accès à la RD 924a Chantilly - La Chapelle-en-Serval ( RD 1017 - A 1 - Paris par la sortie n° 7 à Survilliers / Saint-Witz). Tous les autres itinéraires passent par Chantilly ou Senlis, important carrefour routier.
La RD 924 ne traverse pas le village de Courteuil ni le hameau de Saint-Nicolas, mais passe à l'extrémité nord des deux petites agglomérations. Elles sont reliées entre elles et à Avilly-Saint-Léonard par une voie communale.

#### Transports en commun
Courteuil ne dispose plus d'une gare aujourd'hui. La gare de Chantilly - Gouvieux est proche de la commune, et la ligne d'autocars 645 Chantilly - Senlis du réseau interurbain de l'Oise permet d'y accéder. Cette ligne bénéficie d'une desserte fréquente et fonctionne tous les jours de l'année. Courteuil est ainsi l'une des très rares petites communes de l'Oise à être desservie par une ligne d'autocars les dimanches et jours fériés.
Depuis le calvaire de Courteuil (arrêt « 4 Vents » selon le nom d'une ancienne auberge), la durée du trajet est de 16 min pour la gare de Chantilly et de 9 min pour Senlis.
Courteuil est également desservi par la ligne 6377 Senlis - Creil.

## Toponymie
La localité a été dénommée Courtheul, Courteuilgs en 1279, Courteuilg, Courtheuilg , Coartueilg , Courteuille , Courteil , Courteul , Courtueil, Courtoulg, Cortoilg en 1299 (Curtellium , Costelloliium, Curtolium, Ceurtoilum en 1138, Curteolum en 1166 , Curtholium en 1416, Curtrayum en 1476.
De l'adjectif latin curtus « court » et -ó - ialo : « courte clairière », « petite clairière », qui désignait en ancien français « petites cours, réunion de petites enceintes closes, un jardin ».

## Histoire

### Moyen Âge
Couteuil était une dépendance du comté de Senlis, dont Charles-le-chauve fait présent, sous te none de villa Cortilionis, à l'abbaye
de Saint-Denis, par lettres datées d'Attigny le vingt avril 860.
Le prieuré bénédictin nommé Saint-Nicolas-cl'Acy ou d' Assy, fondé vers 1098 par Robert, vidame de Senlis, baron de Survilliers par scission Saint-Martin-des-Champs, se trouvait au hameau de Saint-Nicolas-d'Acy. Guy de la Tour, seigneur de Senlis, l'un des principaux bienfaiteurs du nouveau monastère, obtient en 1124 du roi Louis VI le Gros une charte de confirmation en faveur de Saint-Nicolas. L'évêque Clérembault fait présent aux religieux en 1150 d'une prébende dans la cathédrale. Le prieur nommait le curé de Courteuil et exerçait la Justice seigneuriale sur son territoire.

### Époque contemporaine
En 1841, la commune était propriétaire de sa mairie, d'un lavoir, d'un terrain de  jeu d'arc, d'environ quatre hectares de terre à l'état de marais et un hectare de friches. Deux blanchisseries avaient été exploitées dans la commune  et, à cette époque, on comptait une filature de laine peignée, trois moulins à eau et deux carrières.
Courteuil a été desservie par la ligne de chemin de fer Chantilly - Senlis - Crépy-en-Valois de 1871 jusqu'en octobre 1950 par la gare de Saint-Firmin (à 1,8 km au nord-ouest de Courteuil) et le point d'arrêt Saint-Nicolas-Aumont (à 1,1 km au nord de Saint-Nicolas),

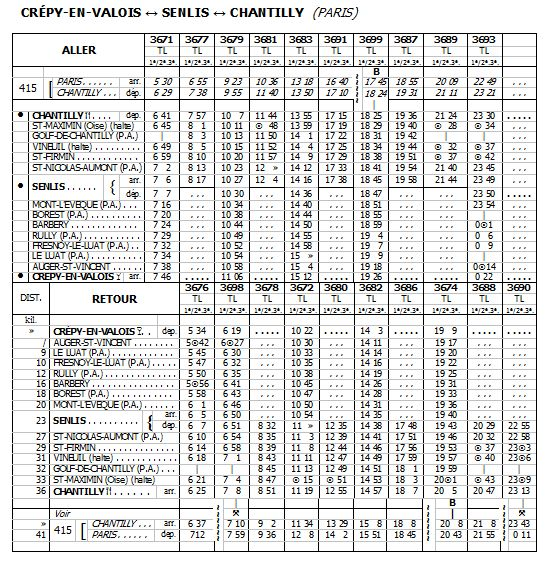
Horaires de la ligne en mai 1936.

## Politique et administration

### Rattachements administratifs et électoraux
La commune se trouve dans l'arrondissement de Senlis du département du Oise. Pour l'élection des députés, elle fait partie de la quatrième circonscription de l'Oise.
Elle fait partie depuis 1801 du canton de Senlis. Dans le cadre du redécoupage cantonal de 2014 en France, Haumont-en-Halatte reste intégré à ce canton, dont le nombre de communes est réduit de 17 à 14 communes.

### Intercommunalité
Jusqu'au début de l'année 2009, la commune appartenait à la communauté de communes du Pays de Senlis qui regroupait 19 collectivités.
À la suite de désaccords profonds entre élus des communes membres, le préfet a décidé de dissoudre l'intercommunalité le 30 avril 2009.
Il autorise la création : 

- de la communauté de communes des Trois Forêts (CC3F) avec les 5 communes de Senlis, Aumont-en-Halatte, Courteuil, Chamant et Fleurines.

- de la communauté de communes Cœur Sud Oise (CCCSO), regroupant treize communes et dont le siège était à Ognon, l'une des plus petites de l'intercommunalité.
Dans le cadre des dispositions de la loi portant nouvelle organisation territoriale de la République (Loi NOTRe) du 7 août 2015, qui prévoit que les établissements publics de coopération intercommunale (EPCI) à fiscalité propre doivent avoir un minimum de 15 000 habitants,, le schéma départemental de coopération intercommunale approuvé par le préfet de l'Oise le 24 mars 2016 prévoit notamment la fusion de la communauté de communes des Trois Forêts et de la communauté de communes Cœur Sud Oise.
Après consultation des conseils municipaux et communautaires concernés, la nouvelle intercommunalité, recréant de fait l'ancienne communauté de communes du Pays de Senlis (sans Orry-la-Ville), dont la scission en 2010 avait créée ces deux intercommunalités, est constituée au 1er janvier 2017 par un arrêté préfectoral du 14 novembre 2016  sous le nom de communauté de communes Senlis Sud Oise, dont la commune est désormais membre.

### Liste des maires
| Période                                  | Période                       | Identité          | Étiquette | Qualité                                                                                    |
| ---------------------------------------- | ----------------------------- | ----------------- | --------- | ------------------------------------------------------------------------------------------ |
| Les données manquantes sont à compléter. |                               |                   |           |                                                                                            |
| 1977                                     | mars 2008                     | Jacques Foureaux  | DVD       | Agriculteur                                                                                |
| mars 2008                                | 2014                          | Pierre Blanchard  |           |                                                                                            |
| 2014                                     | En cours (au 2 décembre 2021) | François Dumoulin |           | Ingénieur Vice-président de la CC Senlis Sud Oise (2020 → ) Réélu pour le mandat 2020-2026 |

## Population et société

### Démographie

#### Évolution démographique
L'évolution du nombre d'habitants est connue à travers les recensements de la population effectués dans la commune depuis 1793. Pour les communes de moins de 10 000 habitants, une enquête de recensement portant sur toute la population est réalisée tous les cinq ans, les populations de référence des années intermédiaires étant quant à elles estimées par interpolation ou extrapolation. Pour la commune, le premier recensement exhaustif entrant dans le cadre du nouveau dispositif a été réalisé en 2004.

En 2022, la commune comptait 578 habitants, en évolution de −6,62 % par rapport à 2016 (Oise : +0,87 %, France hors Mayotte : +2,11 %).
| 1793 | 1800 | 1806 | 1821 | 1831 | 1836 | 1841 | 1846 | 1851 |
| ---- | ---- | ---- | ---- | ---- | ---- | ---- | ---- | ---- |
| 321  | 276  | 291  | 329  | 276  | 285  | 285  | 270  | 295  |

| 1856 | 1861 | 1866 | 1872 | 1876 | 1881 | 1886 | 1891 | 1896 |
| ---- | ---- | ---- | ---- | ---- | ---- | ---- | ---- | ---- |
| 270  | 272  | 247  | 267  | 272  | 248  | 248  | 241  | 294  |

| 1901 | 1906 | 1911 | 1921 | 1926 | 1931 | 1936 | 1946 | 1954 |
| ---- | ---- | ---- | ---- | ---- | ---- | ---- | ---- | ---- |
| 288  | 274  | 309  | 278  | 306  | 313  | 300  | 306  | 297  |

| 1962 | 1968 | 1975 | 1982 | 1990 | 1999 | 2004 | 2006 | 2009 |
| ---- | ---- | ---- | ---- | ---- | ---- | ---- | ---- | ---- |
| 328  | 503  | 613  | 570  | 558  | 631  | 639  | 634  | 640  |

| 2014 | 2019 | 2022 | - | - | - | - | - | - |
| ---- | ---- | ---- | - | - | - | - | - | - |
| 624  | 569  | 578  | - | - | - | - | - | - |

#### Pyramide des âges
La population de la commune est relativement âgée.
En 2018, le taux de personnes d'un âge inférieur à 30 ans s'élève à 26,9 %, soit en dessous de la moyenne départementale (37,3 %). À l'inverse, le taux de personnes d'âge supérieur à 60 ans est de 32,9 % la même année, alors qu'il est de 22,8 % au niveau départemental.
En 2018, la commune comptait 286 hommes pour 300 femmes, soit un taux de 51,19 % de femmes, légèrement supérieur au taux départemental (51,11 %).
Les pyramides des âges de la commune et du département s'établissent comme suit.
| Hommes | Classe d’âge | Femmes |
| ------ | ------------ | ------ |
| 1,1    | 90 ou +      | 0,7    |
| 10,1   | 75-89 ans    | 13,4   |
| 18,7   | 60-74 ans    | 21,6   |
| 21,2   | 45-59 ans    | 23,0   |
| 19,4   | 30-44 ans    | 16,8   |
| 13,7   | 15-29 ans    | 10,3   |
| 15,8   | 0-14 ans     | 14,1   |

| Hommes | Classe d’âge | Femmes |
| ------ | ------------ | ------ |
| 0,5    | 90 ou +      | 1,4    |
| 5,5    | 75-89 ans    | 7,6    |
| 15,6   | 60-74 ans    | 16,3   |
| 20,8   | 45-59 ans    | 20     |
| 19,4   | 30-44 ans    | 19,4   |
| 17,6   | 15-29 ans    | 16,2   |
| 20,6   | 0-14 ans     | 19,1   |

## Culture locale et patrimoine

### Lieux et monuments
Monuments historiques
La commune de Courteuil compte deux monuments historiques, tous les deux localisés au village de Courteuil :
- Église Saint-Gervais, rue de l'Église / rue du Calvaire (inscrite monument historique par arrêté du 20 février 1970[41]) : bâtie initialement au XIIIe siècle, l'église a été fortement remaniée au XVIe siècle. 
Des origines, seul subsiste le chœur gothique primitif de deux travées, se terminant par un chevet plat percé d'une fenêtre à lancette unique sans remplage. 
Pendant la première moitié du XVIe siècle, un collatéral de deux travées également est ajouté au nord du chœur. Il est de style flamboyant, comme l'indique bien sa fenêtre orientale. Chacune des deux travées est recouverte d'un toit en bâtière indépendant, perpendiculaire à l'axe du vaisseau central, avec donc deux pignons distincts au nord. Pour faire communiquer le collatéral avec le chœur, une arcade en plein cintre est percée dans le mur septentrional de la première travée du chœur, alors que le mur est simplement supprimé au nord de la seconde travée. 
Pendant la seconde moitié du XVe siècle, un deuxième collatéral est ajouté au sud, avec cette fois-ci un toit unique et un pignon commun aux deux travées. Le style de la Renaissance s'impose désormais, comme l'indiquent les fenêtres en plein cintre, et les contreforts d'angle placés en biais et couronnés de vases. Le raccordement avec le vaisseau central se fait d'une façon plus élégante, en remplaçant la partie basse du mur méridional du chœur par deux arcades qui retombent au centre sur une colonne cylindrique unique. Cette opération nécessite une complexe reprise en sous-œuvre, car les deux voûtes d'ogives du XIIIe siècle sont conservées. 
L'arc triomphal retombant sur deux chapiteaux de crochets reste également d'origine. La nef de deux travées, accompagnée d'un bas-côté unique au nord, est bâtie au début du XVIIe siècle et est une construction assez élégante combinant le style de la Renaissance et des fenêtres en plein cintre avec un voûtement d'ogives toujours gothique. Au sud, en l'absence de bas-côté, la sacristie occupe l'angle entre nef et collatéral sud. Le portail occidental en anse de panier est surmonté d'une niche à statue, et plus haut, le mur est percé d'un oculus. Le petit clocher en charpente s'élève au centre du bâtiment
À l'intérieur se trouvent un remarquable maître-autel en pierre du XVIIe siècle, deux gisants provenant de l'ancienne église de Saint-Nicolas d'Acy et une Vierge à l'Enfant du XIV[42],[43],[44].

L'église Saint-Gervais
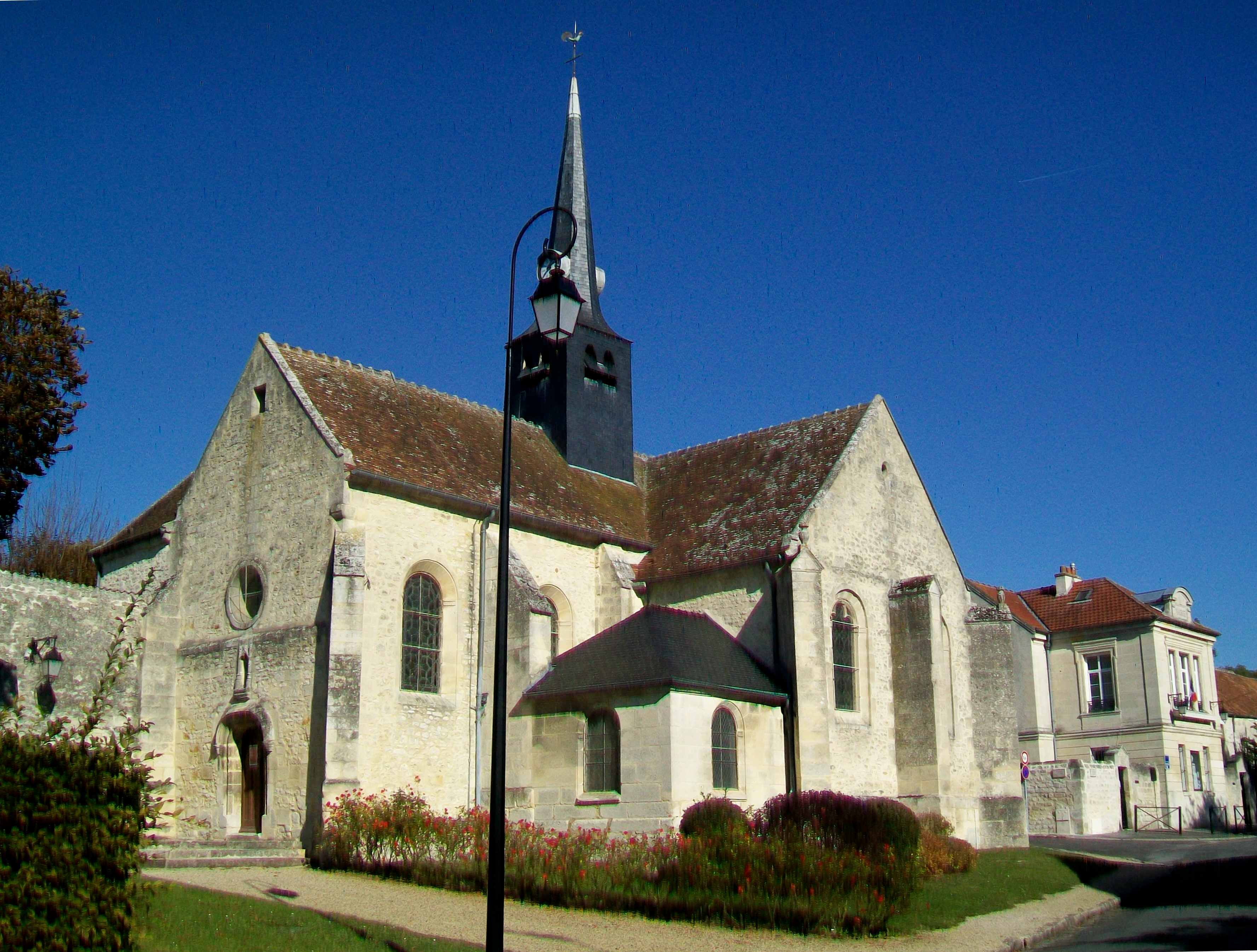
L'église Saint-Gervais de Courteuil.
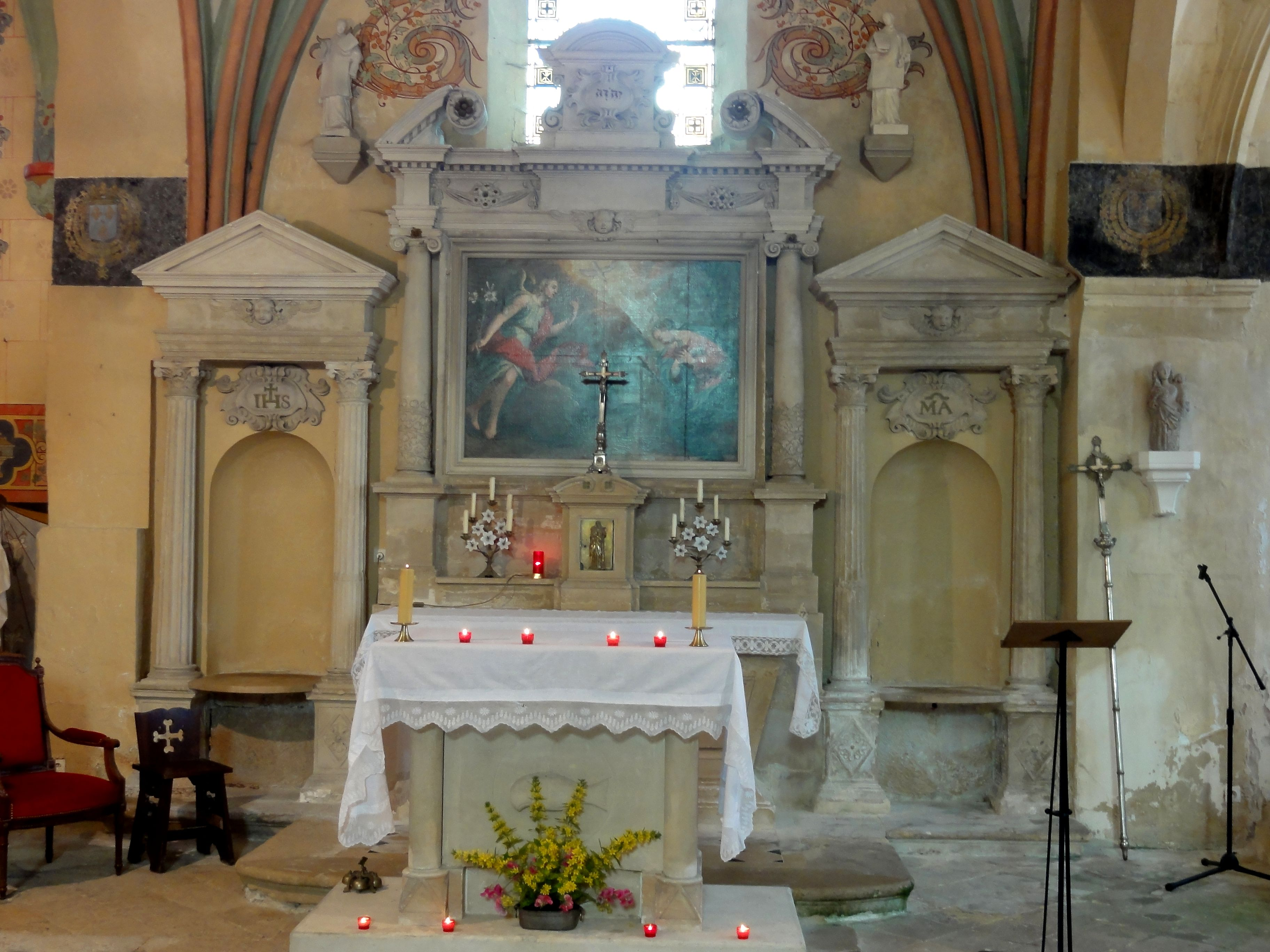
Retable du maître-autel
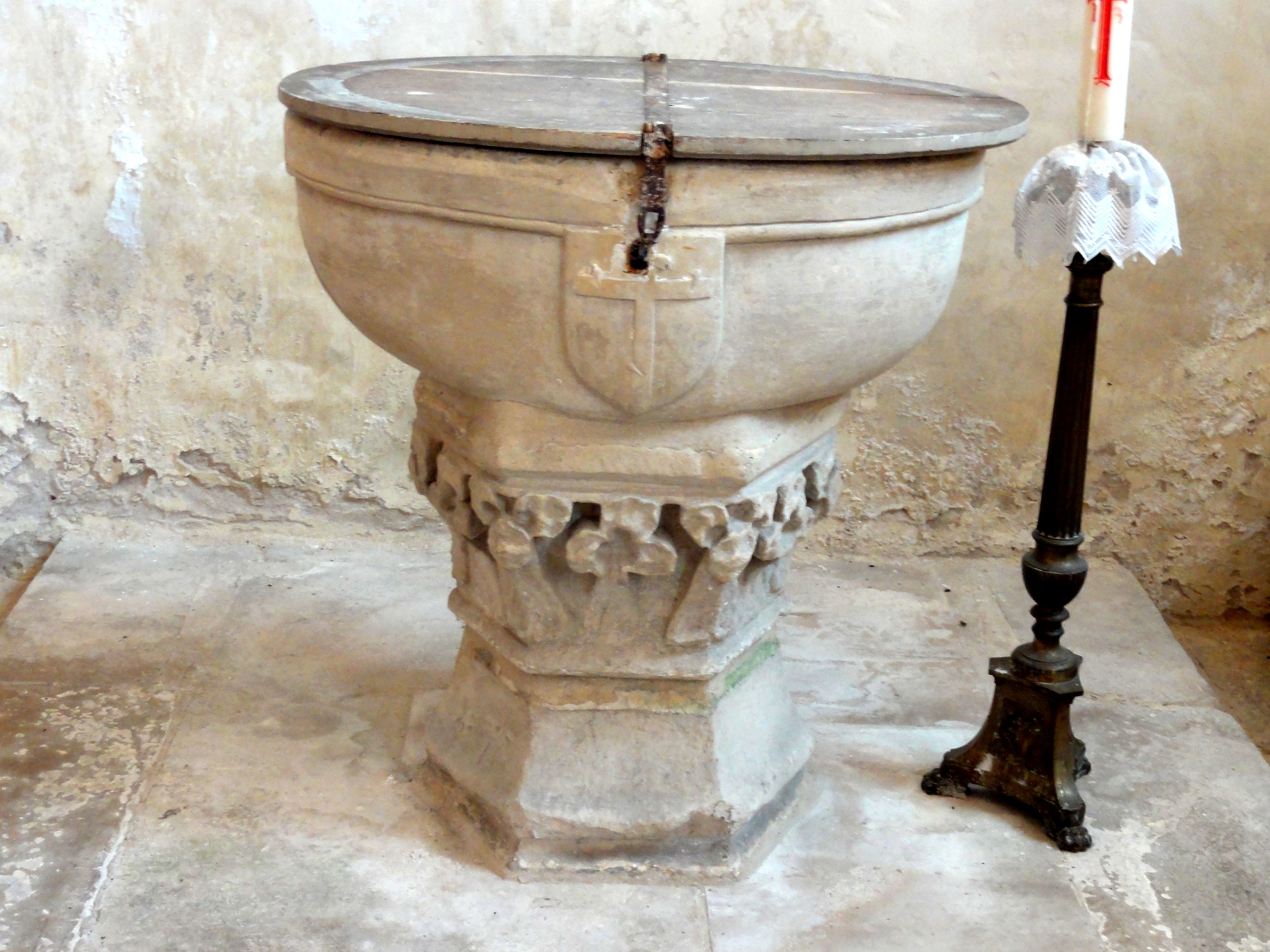
Les fonts baptismaux
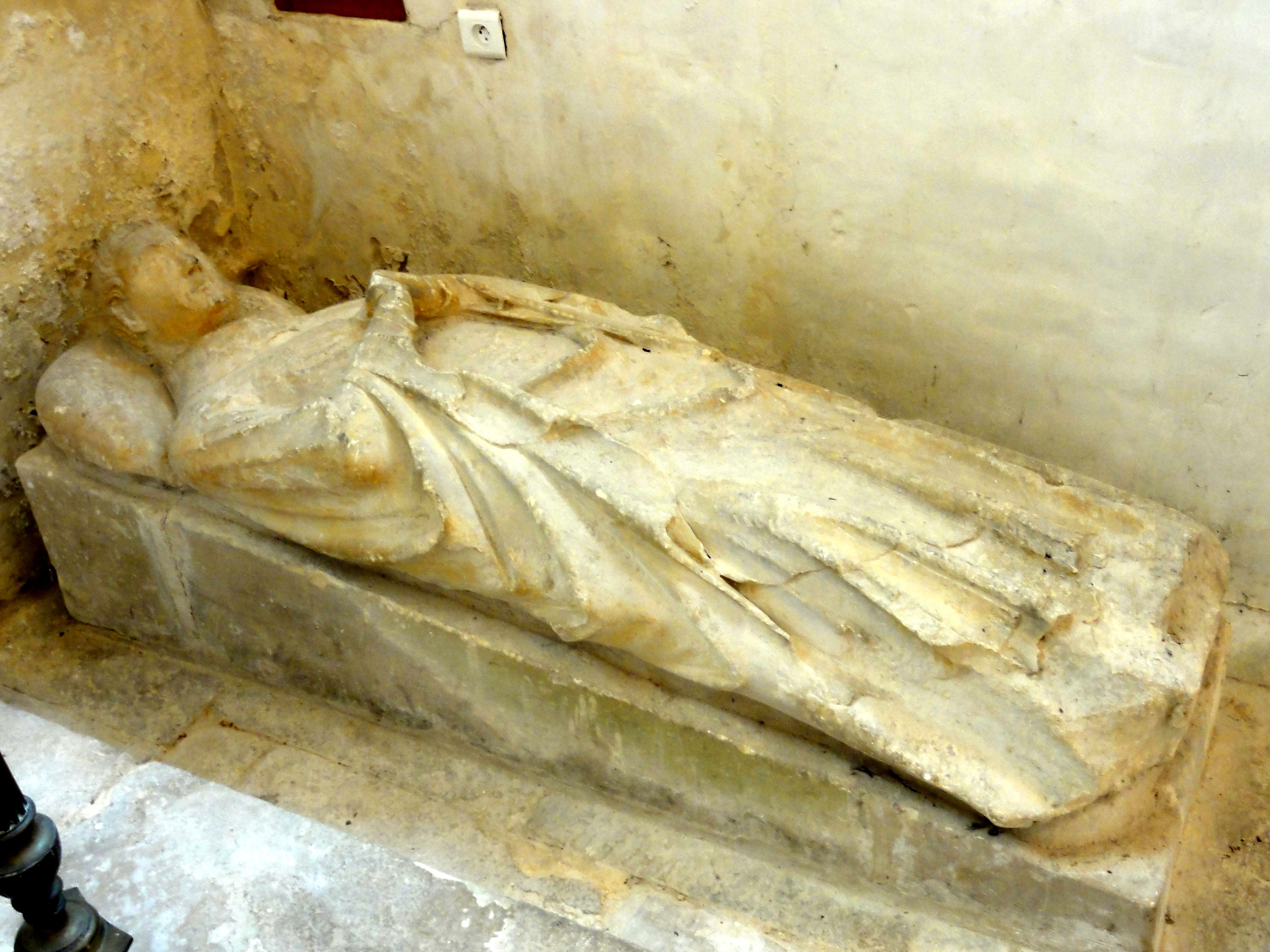
Gisant
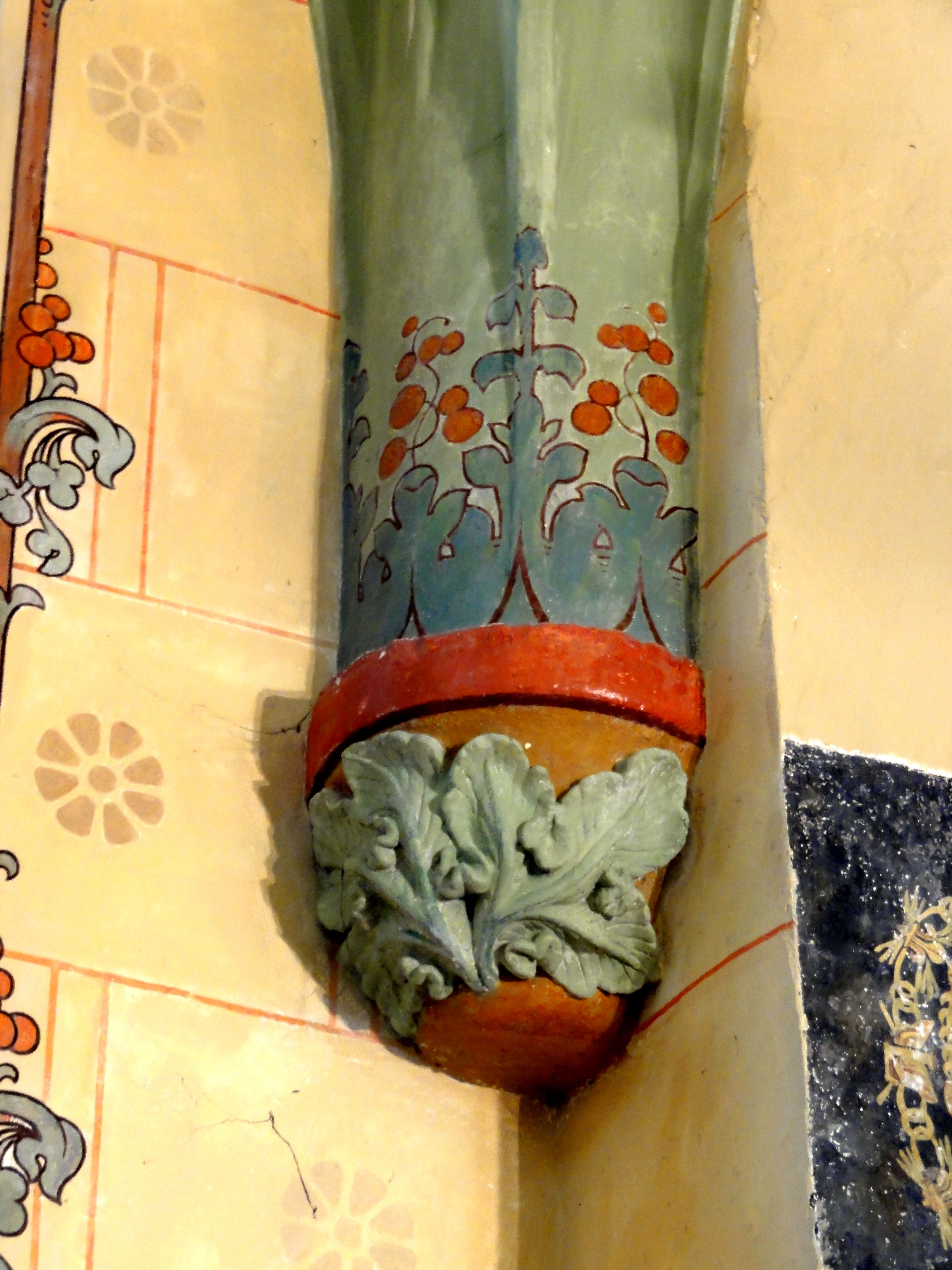
Cul de lampe décoré

- Calvaire de l'abbé Prévost, rue du Calvaire / RD 924, à Courteuil (classé monument historique en 1950[41]) : c'est l'un des premiers lieux de mémoire littéraire à être classés en France[45]. 
Le calvaire se situe sur un carrefour à l'une des entrées du village, regardant sur les champs et la forêt d'Halatte au nord, et entouré de quatre tilleuls. Il ne possède aucune particularité architecturale, avec un simple croix en fer surmontant une colonne cannelée sortant d'un socle cubique. 
Selon la plaque commémorative qui y est apposée, « Ici tomba frappé d'apoplexie le 25 novembre 1763. vers cinq heures du soir Dom Ant-François PRÉVOST prêtre, moine profes. de St Benoît, auteur de nombreux ouvrages, et de l'histoire du chevalier des Grieux. et de Manon Lescaut". parue en 1734 » ; selon d'autres versions, sa mort serait intervenu le 23, et la crise d'apoplexie se serait passée à Saint-Firmin (où il avait sa maison), voire près de l'abbaye de Royaumont[46],[47].

On peut également signaler : 
- Le moulin Denise , rue de la Vallée à Saint-Nicolas-d'Acy, sur la Nonette : un premier moulin à eau avait été construit en ce lieu au XIe siècle, propriété du prieuré Saint-Nicolas (jadis situé sur l'actuelle RD 924, à l'emplacement de la propriété le parc de Saint-Nicolas, où se situe par ailleurs la tombe de l'abbé Prévost). 
Le moulin change plusieurs fois d'affectation ;  moulin à huile, moulin à blé, blanchisserie de laine entre 1808 et 1827, puis filature de coton et enfin de laine. 
L'ancien moulin, située sur une île entre la rivière et le bief, a été supplanté par un grand complexe de bâtiments à l'ouest, regroupés autour d'une cour pavée, à la fin du XIXe siècle, utilisé par une scierie de pierre (qui ne fonctionne que pendant quelques années), puis, dès 1900, une fabrique de mesures linéaires, d'instruments d'optique et de précision s'installe dans les locaux, propriété de la famille Denise. 
La roue à aubes, bien que toujours en place, est désaffectée en 1911 et remplacée par une turbine, qui fonctionne jusqu'en 1964[48],[49].
- Le lavoir de Saint-Nicolas-d'Acy, rue du Gué : le lavoir est établi sur la rive droite de la Nonette. Il est protégé par un bâtiment solide en pierre, ouvert vers le sud, avec un toit en double pente couvert de tuile[50].
- Le  petit moulin  de Saint-Nicolas-d'Acy ou  moulin de la Chaussée  dit moulin Descamps , rue de la Vallée, en dehors du village au sud : seulement deux cents mètres en aval après le  moulin Denise , se trouve un second moulin. Son existence est aussi ancienne que celle de sa voisine, et il dépendait également du prieuré Saint-Nicolas. Les bâtiments actuels datent pour l'essentiel du XIXe et du début du XXe siècle. Ils sont plus petits que les grands ateliers du moulin Denis, mais sa capacité de production de farine fut en réalité supérieure à cette dernière. Le moulin conserve également sa roue à aubes, abritée dans un petit bâtiment annexe[48],[49].
- Le vieux moulin de Courteuil et la minoterie, rue Eusèbe-Fasquel : le moulin sur la Nonette, dernier bâtiment de Courteuil sur la route de Saint-Léonard, dépendait jadis de la seigneurie de Chantilly et a été construit en 1517. Ce fut un moulin a blé, qui a été remplacé vers le milieu du XIXe siècle par une nouvelle minoterie selon les dernières technologies américaines. Son logis subsiste, mais la minoterie a été victime d'un grand incendie en 1954, et a dû être reconstruit en 1955 à partir du premier étage. Le  Moulin de Courteuil S.A. est aujourd'hui le dernier moulin de la vallée de la Nonette à toujours être en activité, et le plus important moulin du département de l'Oise. En 1980, avec douze employés, il produisait annuellement 24 000 t de farine, dont les 80 % furent livrés en vrac aux boulangers, grâce à une flotte de sept camions[51],[49].
- Le vieux pont sur la Nonette et l'abreuvoir, rue Eusèbe-Fasquel : pont en pierre à deux voûtes surbaissées, qui forme un ensemble avec l'abreuvoir limitrophe. Ce dernier se présente comme un gué unilatéral, avec un pavage très ancien. Le pont n'est pas visible côté amont, car la Nonette traverse la propriété du moulin entourée d'un mur d'enceinte[50]. Côté aval, la Nonette entre dans le domaine privé du château de Courteuil.
- Le lavoir de Courteuil, rue Eusèbe-Fasquel : ce lavoir, sur la rive gauche de la Nonette, est ouvert sur le nord et fait face à l'abreuvoir[50]. Le petit bâtiment en pierre de taille a subi des transformations après sa désaffectation comme lavoir ; deux des trois travées sont fermées par des parois en lattes.
- Le monument aux morts, devant le portail de l'église : ce monument, qui prend la forme d'un obélisque tassé, a été érigé en l'honneur des soldats morts pour la France lors de la Première Guerre mondiale.

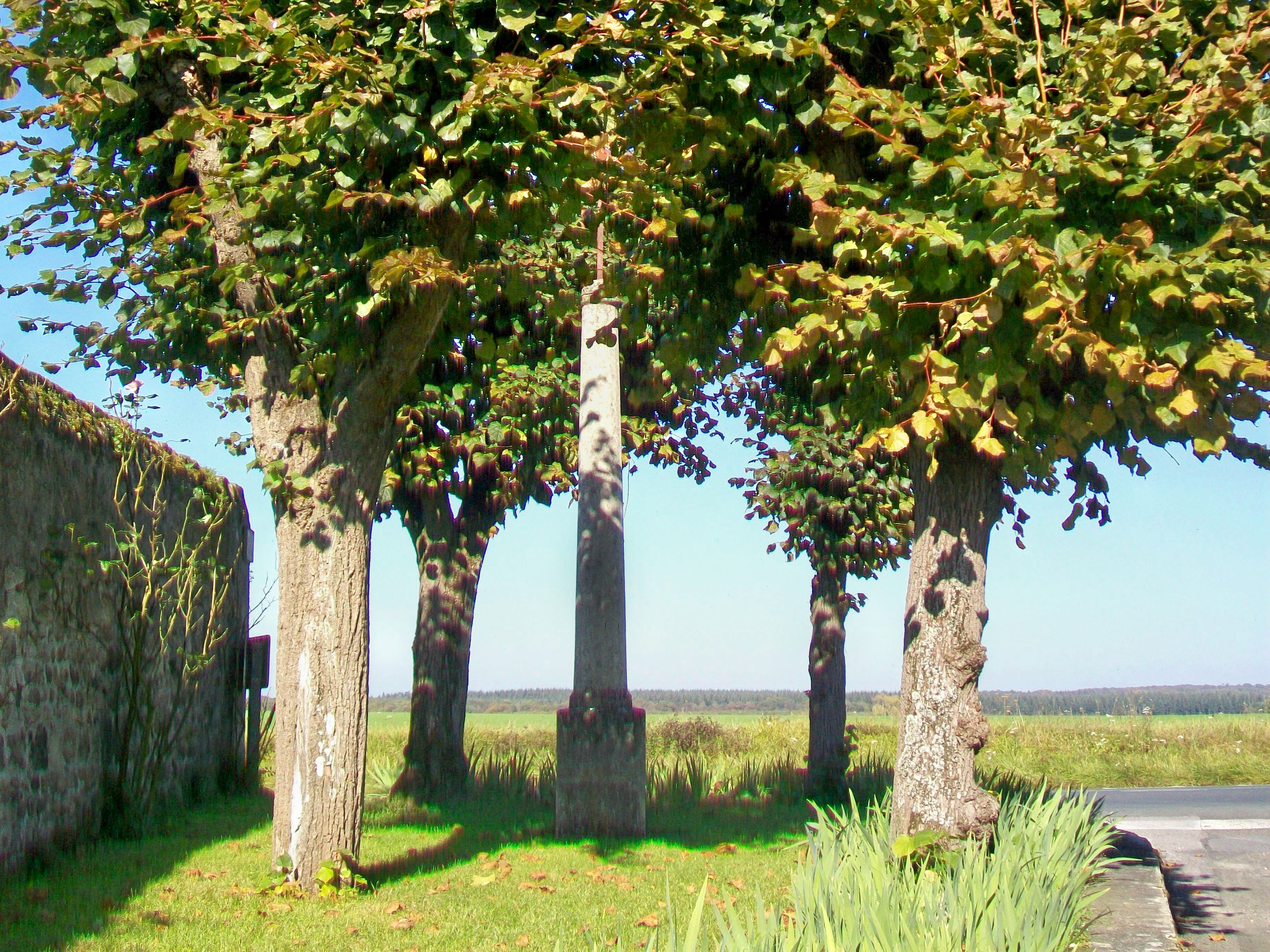
Le calvaire de l'Abbé Prévost.
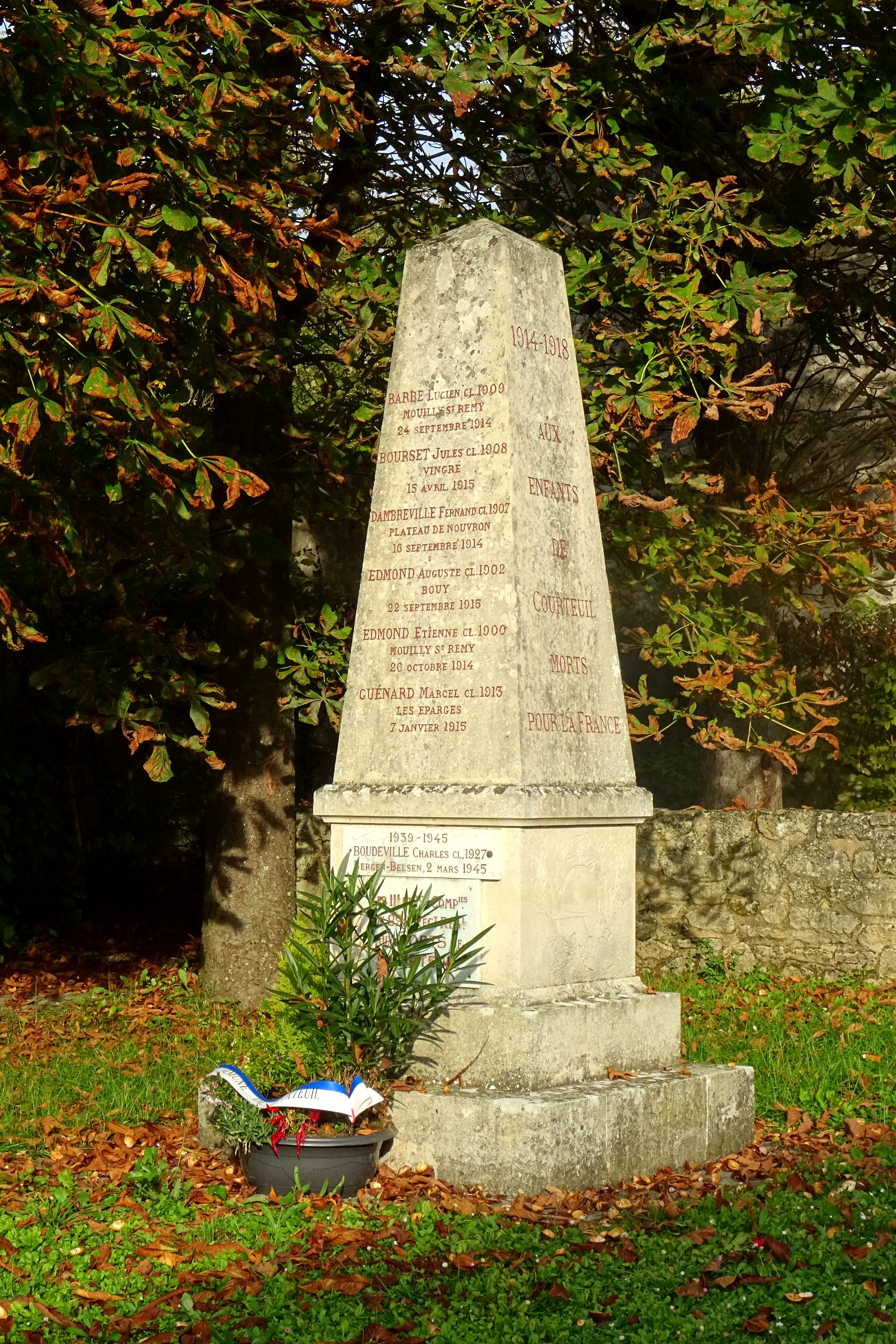
Le monument aux morts..
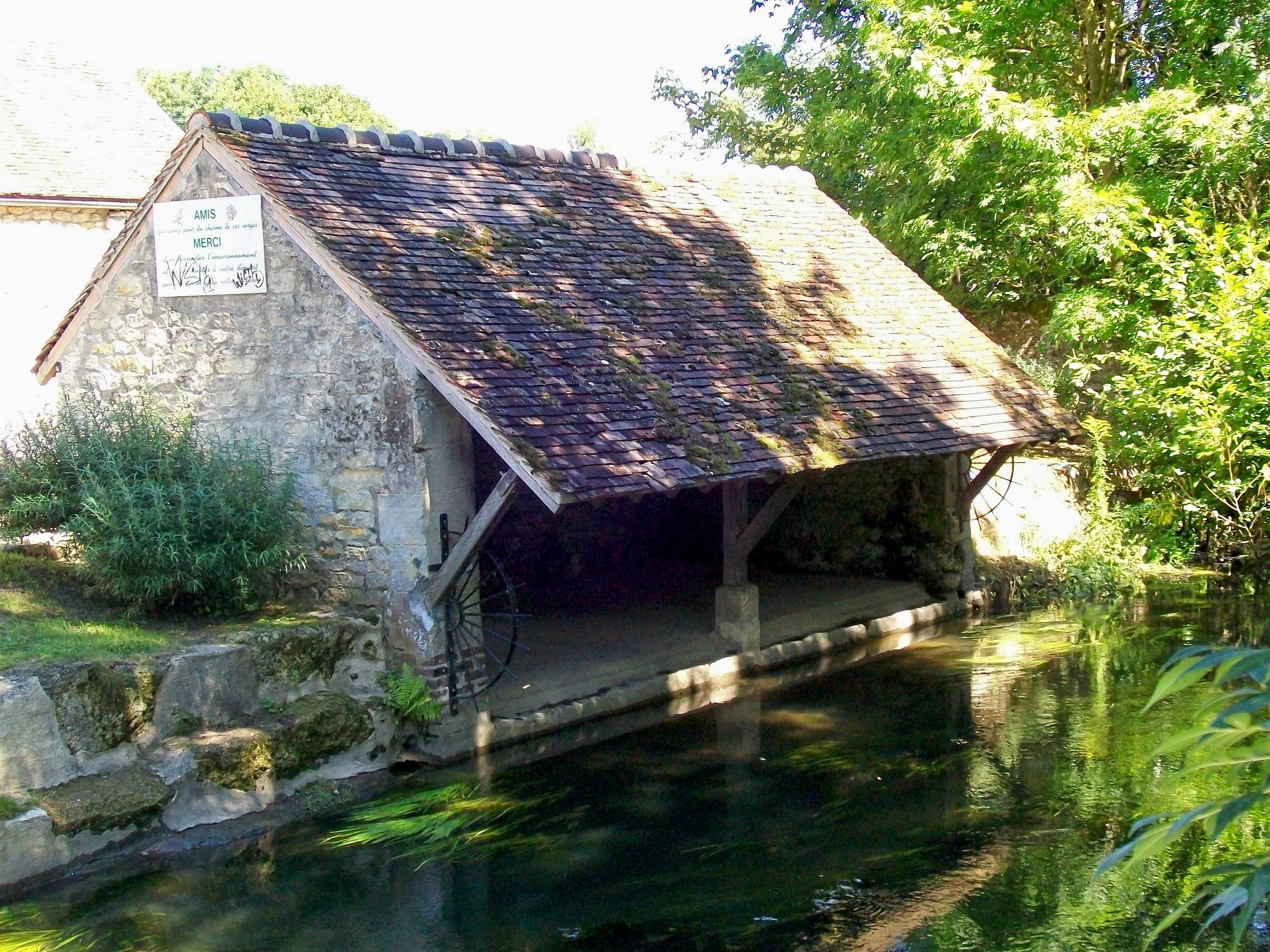
Le lavoir de Saint-Nicolas-Acy, rue du Gué.
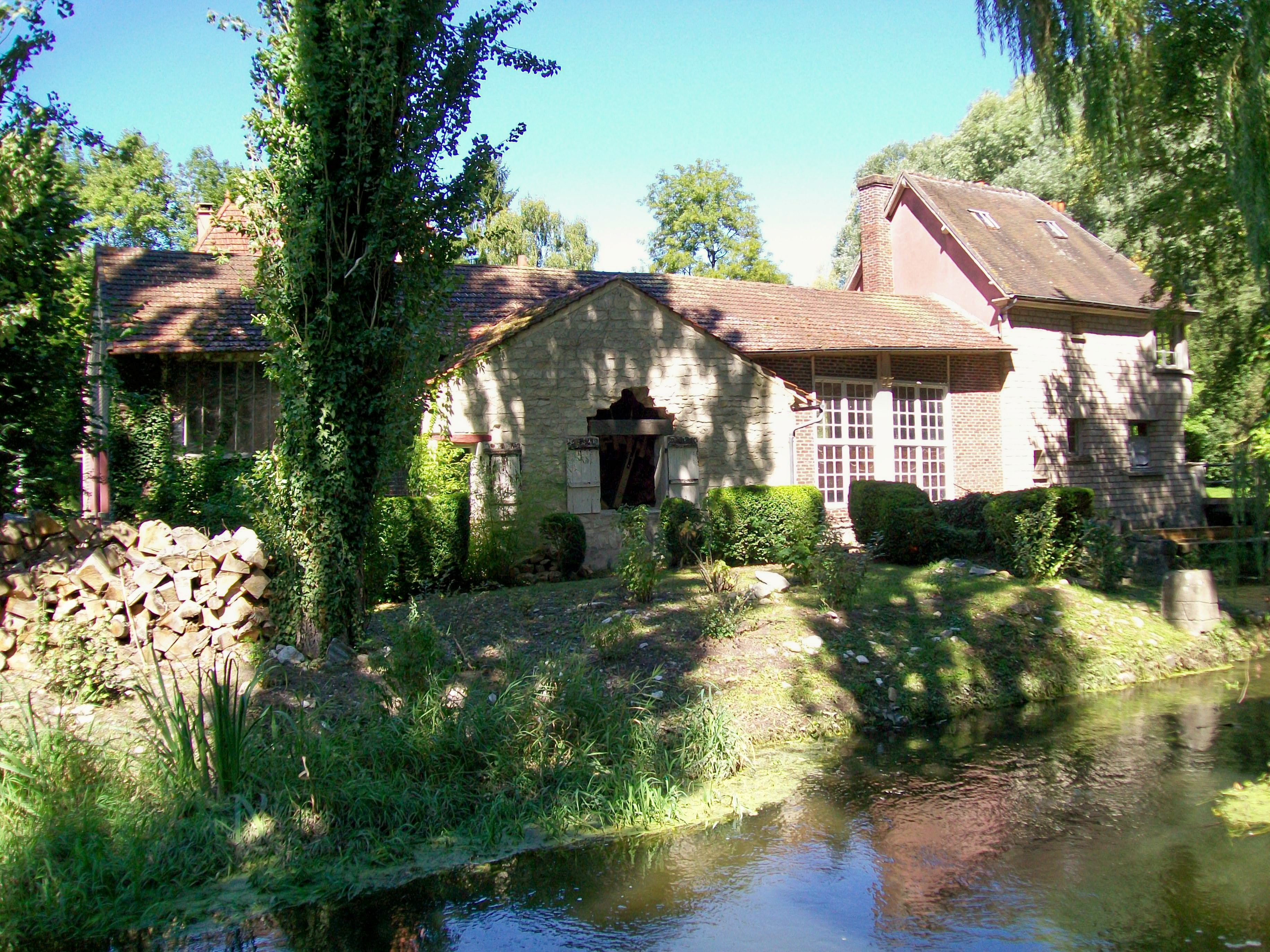
Le « Petit moulin » de Saint-Nicolas-d'Acy.
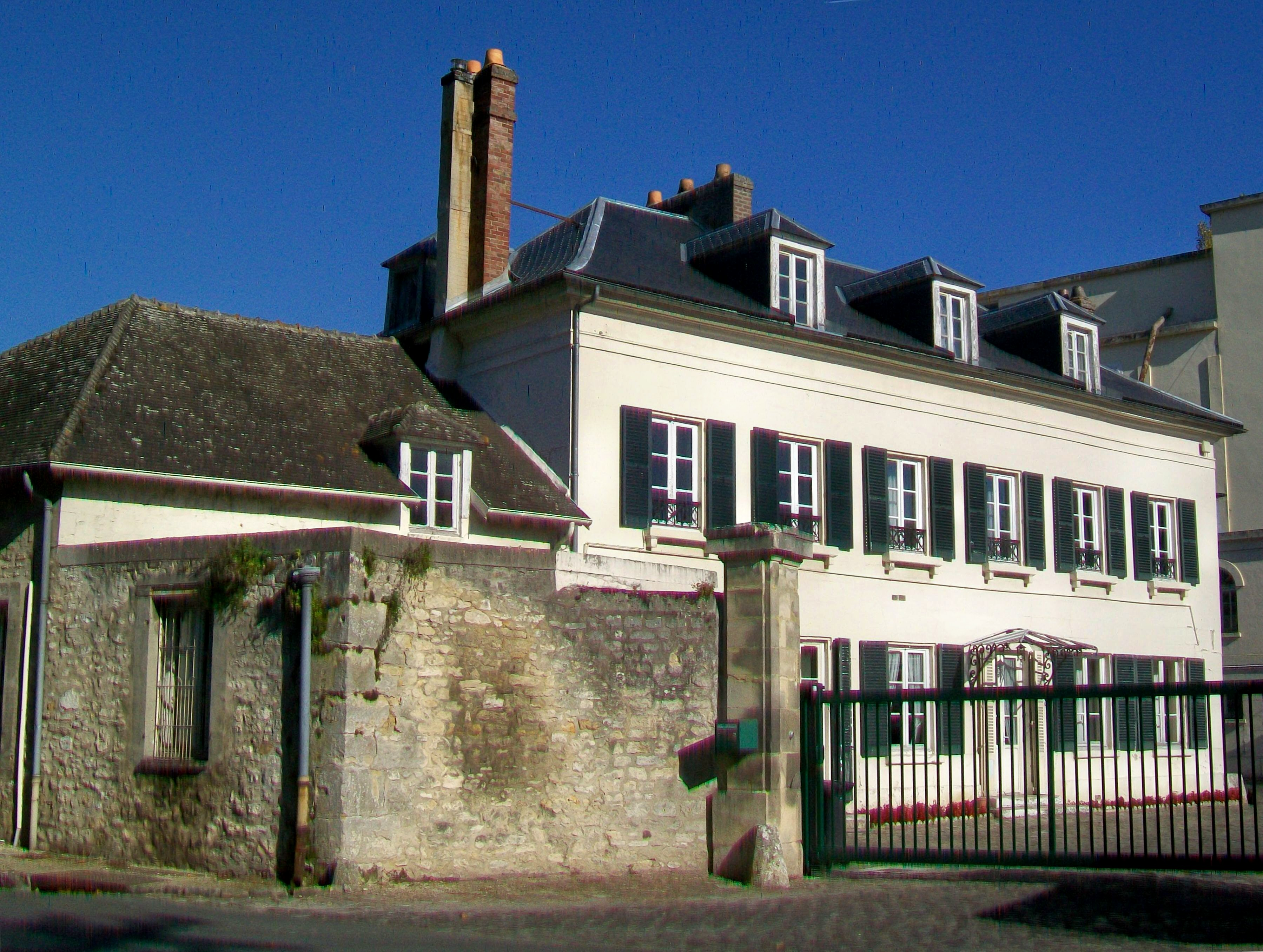
Le logis de la minoterie, qui a survécu à l'incendie de 1954.
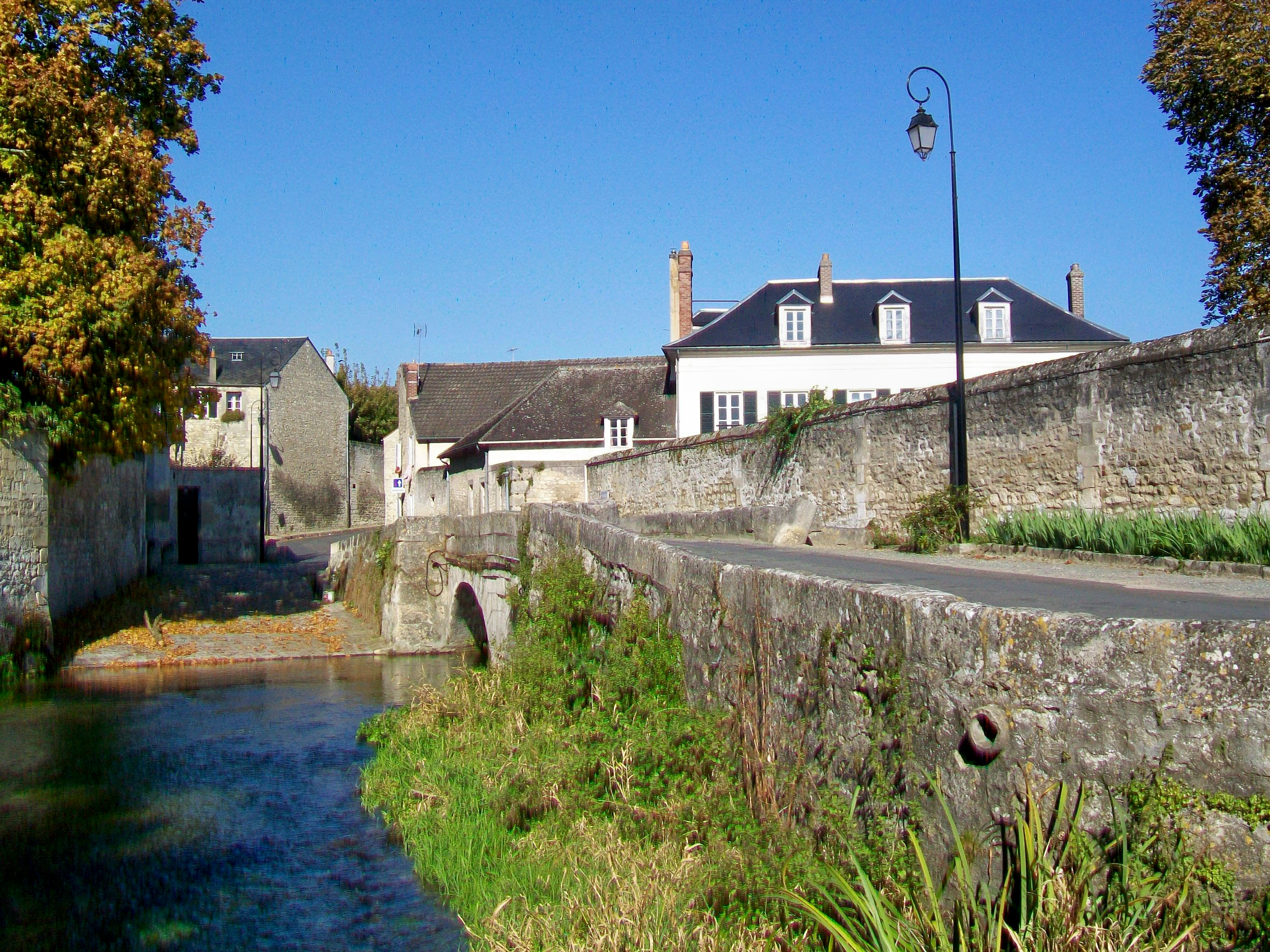
L'abreuvoir à côté du vieux pont sur la Nonette.
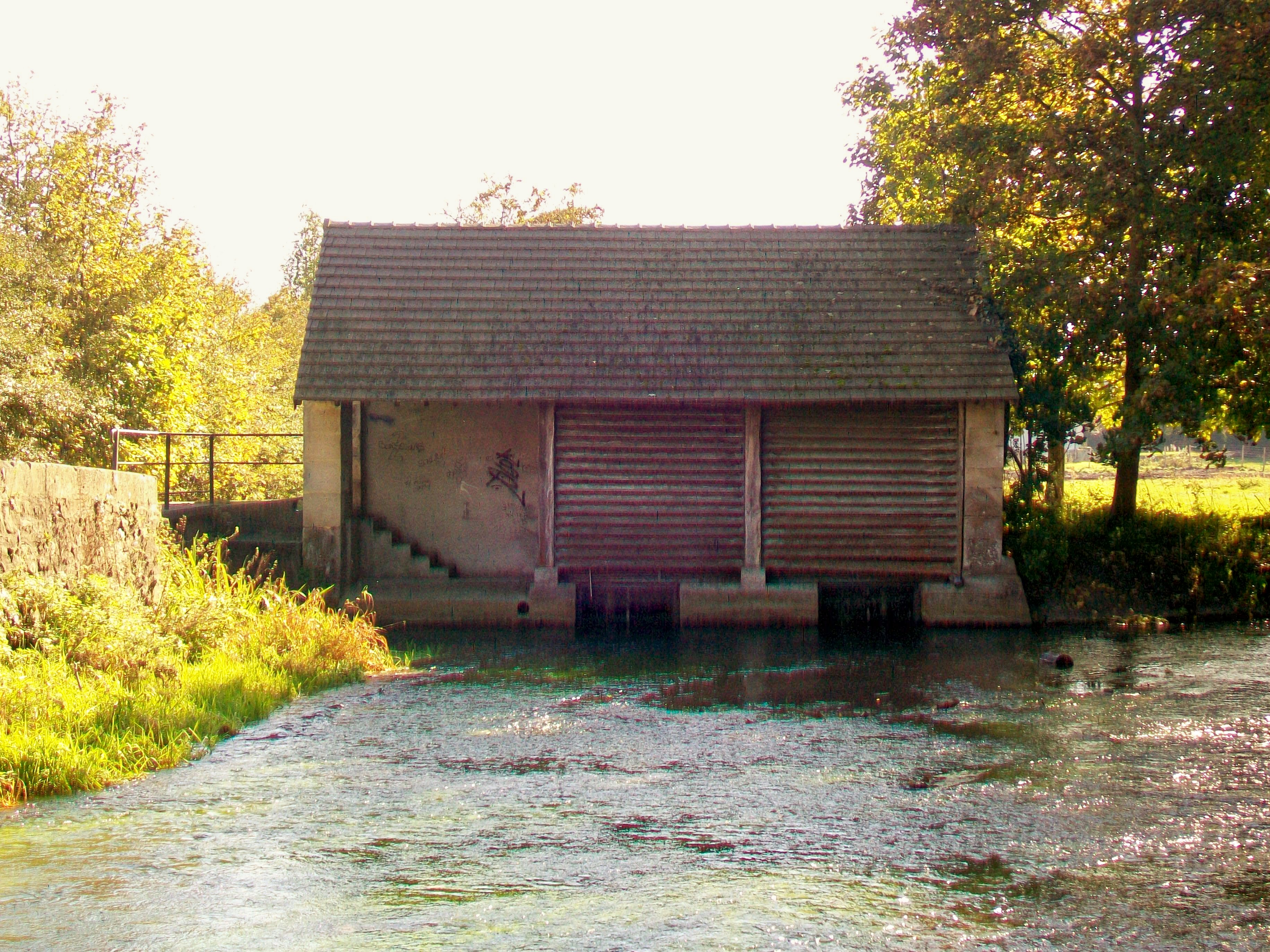
Le lavoir de Courteuil, face à l'abreuvoir et près de l'ancien moulin.

### Personnalités liées à la commune

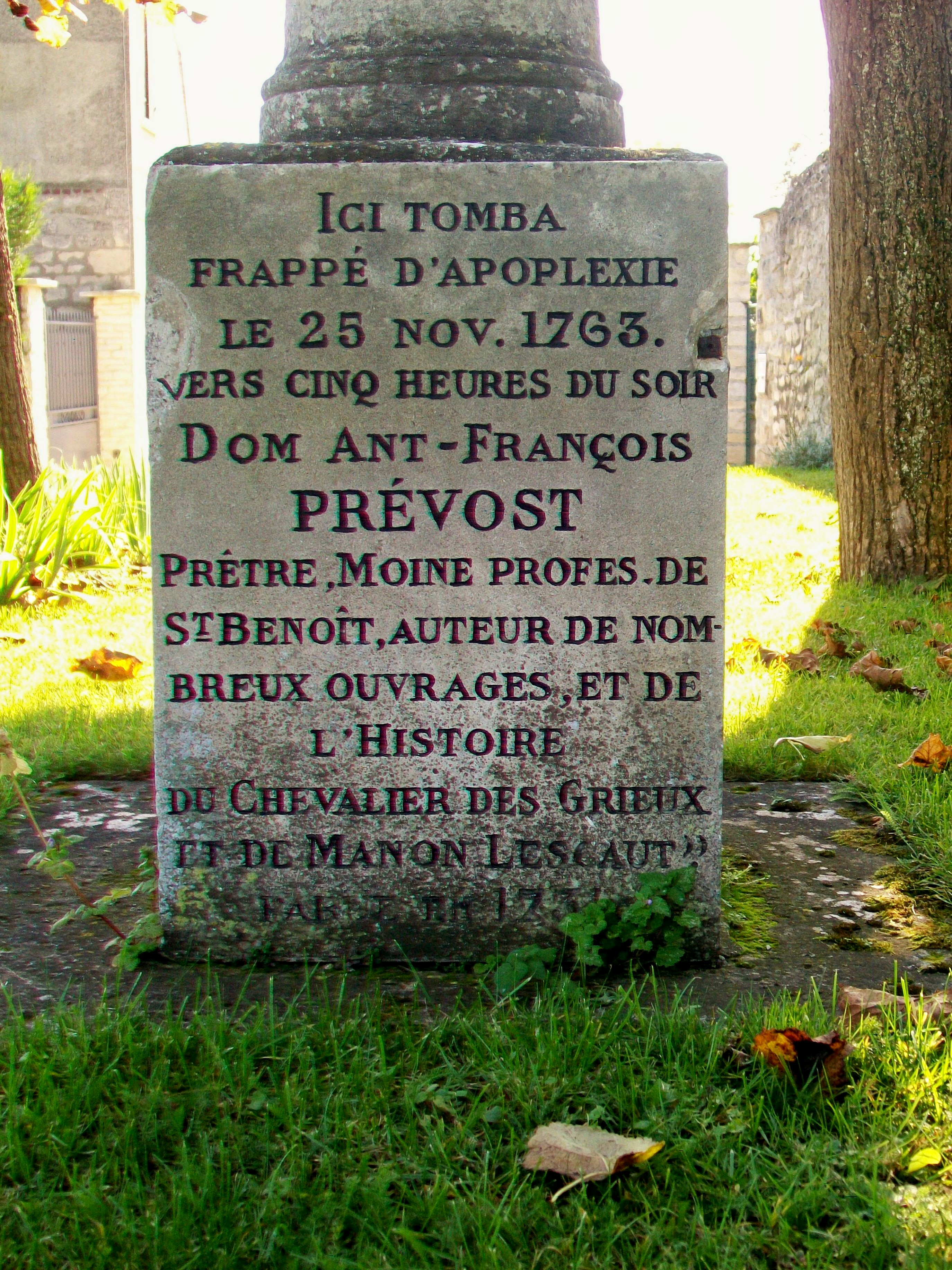
Détail du calvaire de l'abbé Prévost, lieu de mémoire littéraire.

- L'abbé Antoine François Prévost d'Exiles, dit l'abbé Prévost (1697-1763), romancier, historien, journaliste, traducteur et homme d'Église français, est mort à Courteuil[52].
- Joseph Corda (1773-1843), général des armées de la République et de l'Empire, est mort à Saint-Nicolas-d'Acy.
- Louis-Vincent Chéry (1754-1825), soldat puis officier révolutionnaire et bonapartiste français, y est né.

Le nom de certains seigneurs de Courteuil nous est parvenu :
- La seigneurie appartient  initialemeny à la maison des Bouteiller, propriétaire de Chantilly jusqu'au milieu du XIVe siècle. Notamment, Guillaume IV, le dernier de cette famille à l'avoir possédée, transige en 1546 avec les habitans de Senlis, sur leur droit de pâture dans le bois de la Vidamé qui couvrait alors toute la plaine au nord du village.
- Courteuil passa successivement avec la baronnie de Chantilly aux maisons d'Erquery, de Clermont, de Laval, d'Orgernont, et se retrouve dans le duché-pairie de Montmorency, érigée en 1551 par Henri II en faveur du connétable Anne de Montmorency